# 좌투우타
좌투우타는 야구에서 왼손으로 던지고 타석에선 오른손으로 치는 야구 선수를 가리키는 단어이다.

## 설명
좌투우타인 야구 선수는 우투좌타인 선수들에 비해서 흔치않으며 주로 내야수나 외야수와 같은 야수보단 투수에 많이 배치되어 있다. 좌투우타가 투수에 많이 포진된 이유로는 왼손으로 던지는 특성상 내야수에선 1루수만 볼 수 있는 것이 전부라서 2루수, 유격수, 3루수, 포수는 보기가 힘들기 때문이다. 거기다 우타자는 좌타자에 비해 1루에서 거리가 멀어 좌타자라면 내야 안타로 살아나갈 수 있는 타구에 땅볼 아웃을 당할 수도 있기 때문에 좌투우타의 유형을 가진 야수 부분의 야구 선수는 흔하지 않다. KBO에선 좌투우타로 유명한 야구 선수로는 한화 이글스의 류현진이 있다.

## 같이 보기
- 야구
- 타자
- 투수